# Лубнята
Лубнята — деревня в Зуевском районе Кировской области.

## География
Находится на правобережье реки Чепца на расстоянии примерно 14 километров по прямой на северо-запад от районного центра города Зуевка.

## История
Упоминается с 1873 года, когда здесь было учтено дворов 11 и жителей 87, в 1905 было 20 и 156, в 1926 35 и 237, в 1950 42 и 163 соответственно. В 1989 году учтено 18 жителей. 

## Население
Постоянное население  составляло 8 человек (русские 100%) в 2002 году, 6 в 2010.